# Servilly
Servilly ist eine französische Gemeinde mit 273 Einwohnern (Stand: 1. Januar 2022) im Département Allier in der Region Auvergne-Rhône-Alpes (bis 2015 Auvergne). Sie gehört zum Arrondissement Vichy und zum Kanton Lapalisse. 

## Geographie
Servilly liegt etwa 24 Kilometer nordöstlich von Vichy.
Die Nachbargemeinden von Servilly sind Trézelles im Norden, Varennes-sur-Tèche im Nordosten, Lapalisse im Osten und Südosten, Périgny im Süden und Südwesten, Saint-Gérand-le-Puy im Westen und Südwesten sowie Cindré im Nordwesten.

## Bevölkerungsentwicklung
| Jahr                       | 1962 | 1968 | 1975 | 1982 | 1990 | 1999 | 2006 | 2011 | 2016 | 2019 |
| Einwohner                  | 329  | 311  | 271  | 266  | 284  | 263  | 259  | 271  | 295  | 282  |
| Quellen: Cassini und INSEE |      |      |      |      |      |      |      |      |      |      |

## Sehenswürdigkeiten
- Kirche Saint-Jean aus dem 17. Jahrhundert

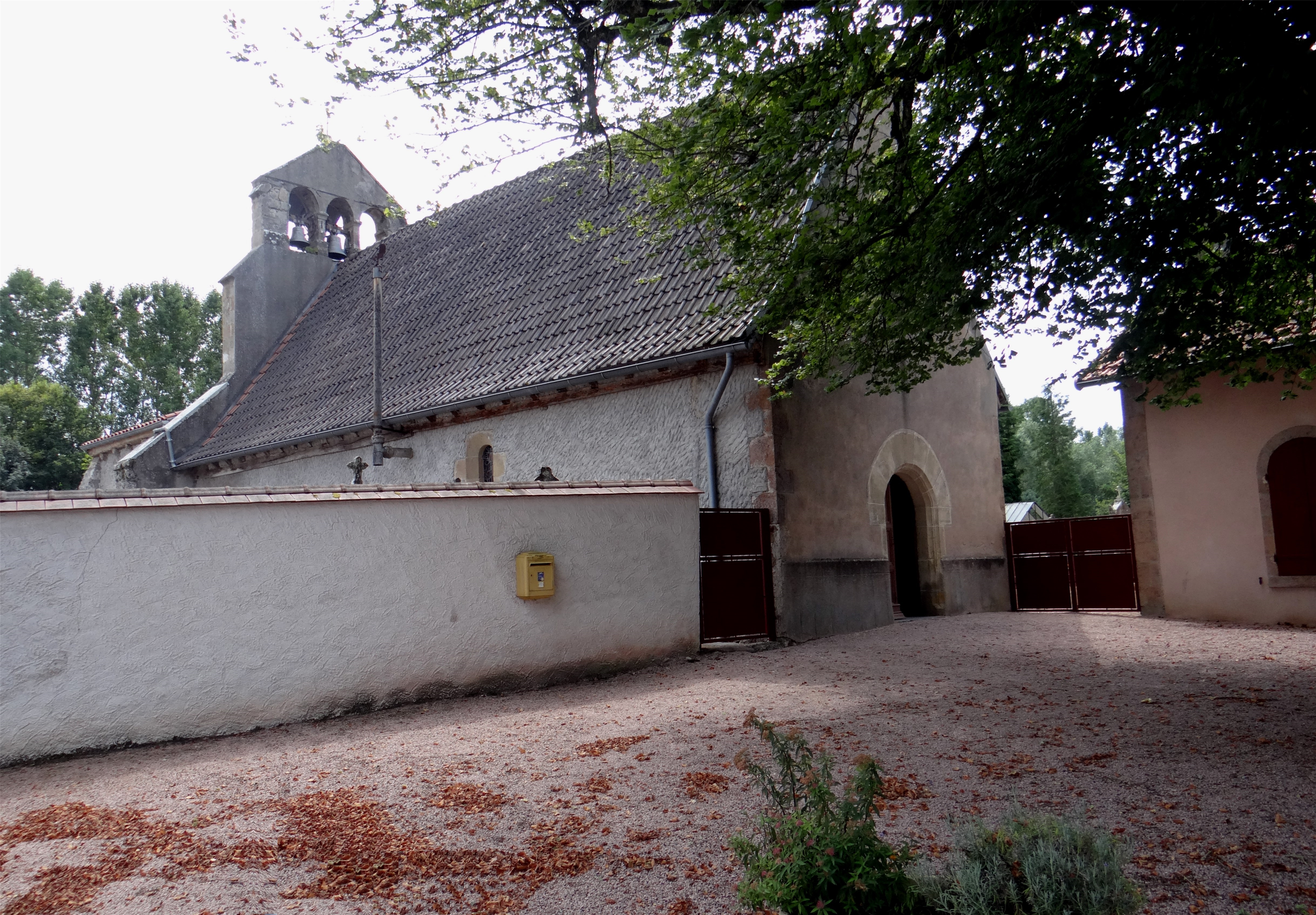
Kirche Saint-Jean